# Andrenosoma subheros
Andrenosoma subheros là một loài ruồi trong họ Asilidae. Andrenosoma subheros được Bromley miêu tả năm 1931. Loài này phân bố ở vùng Tân nhiệt đới.